# Vithaya Pansringarm
Vithaya Pansringarm (thaï: วิทยา ปานศรีงาม), né le 11 août 1959 à Bangkok, est un acteur thaïlandais.

## Biographie
En 2010, à l'âge de cinquante ans, Vithaya Pansringarm commence une carrière d'acteur pour s'amuser. Pratiquant couramment l'anglais, il en arrive à jouer dans des films américains, franco-belges ou français, qui se déroulent en Thaïlande : Largo Winch 2, Very Bad Trip 2 et Only God Forgives. Il apparaît aussi dans des films thaïlandais en langue siamoise, comme Sop-mai-ngeap et The Last Executioner de Tom Wailer, et Samui Song de Pen-ek Ratanaruang.

## Filmographie

### Cinéma
- 2011 : Largo Winch 2 de Jérôme Salle : Colonel Komsan
- 2011 : Mindfulness and Murder[5] (Sopmai-ngeap / ศพไม่เงียบ)[6] de Tom Waller : bonze Ananda[7] (+ scénariste)
- 2011 : Bangkok Revenge (Elephant White) de Prachya Pinkaew : le chauffeur de taxi
- 2011 : Very Bad Trip 2 (The Hangover Part II) de Todd Phillips : le prêtre
- 2011 : La Guerre des Cartels (So duk / 掃毒) de Benny Chan : Mr. Choowit
- 2012 : Trade of Innocents de Christopher M. Bessette : Nath
- 2013 : Choice de Preeti Barameeanat et Prinya Intachai : le flic
- 2013 : The Mark : Redemption de James Chankin : le propriétaire de l'immeuble
- 2013 : Only God Forgives [8] de Nicolas Winding Refn : Chang[9], l'ange de la vengeance[10],[11]
- 2013 : Gutted (court-métrage) de Lex de Groot : le prêtre
- 2013 : Ninja 2 : Shadow of a Tear d'Isaac Florentine : General Sung
- 2013 : La Guerre des cartels (So duk) de Benny Chan : Monsieur Choowit
- 2014 : Glory Days de Roy Alfred Jr : Chang
- 2014 : The Last Executioner[12] (Petchakat) de Tom Waller[13] : Chavoret
- 2014 : Patong Girl de Susanna Salonen : l'esprit du père de Fai
- 2014 : Lupin III (Rupan Sansei) de Ryûhei Kitamura : Naron
- 2014 : Scent of the Morning Sun (court-métrage) de Monkum Khukhuntin et Harin Paesongthai : Papa
- 2015 : Till We Meet Again de Bank Tangjaitrong : Surachai
- 2016 : The Forest[14],[15] de Paul Spurrier[16] : le chef de village VIthaya
- 2017 : Samui Song (Mai mee Samui samrab ter / ไม่มีสมุยสำหรับเธอ) de Pen-ek Ratanaruang : le gourou[17]
- 2017 : Paradox (Saat po long: Taam long) de Wilson Yip : commissaire Chai
- 2018 : Une prière avant l'aube de Jean-Stéphane Sauvaire : l'officier Preecha[18]
- 2018 : En eaux troubles (The Meg) de Jon Turteltaub : le capitaine du bateau thaïlandais
- 2018 : Palo Santo (court-métrage) de Fred Rowson :
- 2018 : Attrition de Mathieu Weschler : le père de Wai
- 2018 : The Prey de Jimmy Henderson : le gardien
- 2019 : Paradise Beach de Xavier Durringer : Sirimongkon
- 2019 : Ratri (court-métrage) de Jeremy Rubier : Akani
- 2019 : Haphazard de Dean Alexandrou : Akutagawa
- 2019 : Motel Acacia de Bradley Liew : Sami
- 2020 : Fox Hunting (Hu zong die ying) de Sun Shu-pei : Jebb
- 2020 : Soi Tanakan (court-métrage) de Maurizio Mistretta : le réalisateur
- 2020 : Sergio de Greg Barker : Wahid
- 2020 : Deliver us from evil (Daman Ak-aeseo Guhasoseo) de Hong Won-chan : Lan
- 2021 : The Maestro : A Symphony of Terror[19] de Paul Spurrier [20]et S.P. Somtow: le père de Luke
- 2022 : Love Destiny : The Movie d'Adisorn Tresirikasem : Phra Surasawad, conseiller du roi
- 2022 : Treize Vies (Thirteen Lives) de Ron Howard : général Anupong Paochinda
- 2022 : The Lake de Lee Thongkham et Aqing Xu :
- 2023 : Farang de Xavier Gens : le coach de Sam

### Télévision
- 2010 : Le Prince et moi : à la recherche de l'éléphant sacré (The Prince & Me: The Elephant Adventure) (téléfilm) de Catherine Cyran : le roi Saryu
- 2014 : Docteurs sans frontières (Klinik unter Palmen) (téléfilm) de Sebastian Vigg : Dian
- 2017 : Wanted (série télévisée) : Tan
- 2018 : Monkey Twins (série télévisée)
- 2018 : Mordkommission Istanbul (série télévisée) : Glomgool
- 2022 : Au-delà de la douleur (Hurts Like Hell) (mini-série) de Kittichai Wanprasert : Wirat